# 舒晓琴
舒晓琴（1956年9月—），女，汉族，江西靖安人，中华人民共和国政治人物，副总警监，江西师范大学政法系思想政治教育专业毕业，中共中央党校在职研究生学历，法学学士。中国共产党第十六届、十七届中央委员会候补委员，十八届中央委员会候补委员、委员（十八届七中全会递补）。

## 生平
1977年4月加入中国共产党。1977年7月参加工作。历任中国共青团江西宜春地委副书记（主持工作），万载县委常委、常务副县长，高安县委副书记、县长，宜春地区地委委员、縣級宜春市委书记，中共景德镇市委副书记、市长、市委书记。
2001年12月任中共江西省委常委、政法委书记。2007年12月任江西省委常委、政法委书记，江西省公安厅党委书记。2008年1月任江西省委常委、政法委书记，省公安厅厅长、党委书记，武警江西省总队第一政委、第一书记。同年6月，被授予副总警监警衔。
2013年4月任国务院副秘书长、机关党组成员，国家信访局局长、党组书记。
2018年1月，当选第十三届全国政协委员。同年3月，当选第十三届全国政协常委。
2020年4月，不再担任国务院副秘书长、国家信访局局长。